# Sahé
Sahé oder auch Savi (Hweda) (englisch: Whydah; französisch: Ouidah) war ein afrikanisches Königreich an der westafrikanischen Küste; gegründet um 1580.
Östlich befand sich im 17. Jahrhundert das Königreich von Hulla-Adjékin und Jakin; nördlich lag das verbündete Königreich von Allada.
Hauptstadt des Reiches war Ajudá – das spätere Ouidah.  Der erste König Kpassè vom Volk der Fon soll nicht gestorben sein, sondern verschwand. An der Stelle, wo man ihn zuletzt sah, wuchs durch einen Zauber des Gottes Loko ein Iroko-Baum, der damit heilig war. Noch heute steht an der Stelle der „Gekrönte Wald“.
Das Volk bestand zumeist aus Adja, die auch im nördlicheren Königreich Allada lebten. Das Meer wurde von ihnen nicht stark befahren – Lagunenfischen, Jagd und Landwirtschaft sicherten den Lebensunterhalt.
1580 landeten die Portugiesen; um 1640 löste man die Bande zu Allada und ab 1660 wurde Sahé mit Ajudá zum größten Exporteur von Sklaven. 1671 verlegten die Franzosen ihre Handelsgesellschaft von Allada nach Ajuda. 1727 bis 1728 wurde das Königreich von König Dossou Agadja von Dahomey erobert.

## Regenten
- König Ayohwan: 1703 – 1704
- König Aysan: 1704 – 1708
- König Hufon: 1708 – 9. März 1727
- ehemaliger König Hufon vom König von Dahomey als Fürst neu eingesetzt: 9. März 1727 – 1741
- 1741 – 1774 (unbekannt)
- 1774 – (unbekannt) Agbami